# Schönfeldspitze
Schönfeldspitze är en bergstopp i Österrike.   Den ligger i distriktet Zell am See och förbundslandet Salzburg, i den centrala delen av landet, 270 km väster om huvudstaden Wien. Toppen på Schönfeldspitze är 2 653 meter över havet, eller 530 meter över den omgivande terrängen. Bredden vid basen är 6,9 km.
Terrängen runt Schönfeldspitze är bergig åt nordost, men åt sydväst är den kuperad. Närmaste större samhälle är Saalfelden am Steinernen Meer, 7,6 km sydväst om Schönfeldspitze. 
Trakten runt Schönfeldspitze består i huvudsak av gräsmarker. Runt Schönfeldspitze är det ganska glesbefolkat, med 34 invånare per kvadratkilometer.